# Asterocheres alter
Asterocheres alter is een eenoogkreeftjessoort uit de familie van de Asterocheridae. De wetenschappelijke naam van de soort is voor het eerst geldig gepubliceerd in 1965 door Eiselt.